# Roh (Bieszczady)
Roh (1255 m n.p.m.) – najwyższy wierzchołek Połoniny Wetlińskiej w Bieszczadach Zachodnich. Szczyt stanowi kulminację pokrytego grehotami grzbietu położonego pomiędzy oddzielającą go od Osadzkiego Wierchu Srebrzystą Przełęczą a Hasiakową Skałą i znajduje się w jego północno-zachodnim końcu. Stoki północne oraz zachodnie są strome, natomiast południowy ma mniejsze nachylenie. Na szczycie Roha główny grzbiet Połoniny Wetlińskiej skręca o ok. 90° na południe (w kierunku Osadzkiego Wierchu). Wierzchołek nie jest dostępny dla ruchu turystycznego ze względu na brak znakowanych szlaków turystycznych i ochronę Bieszczadzkiego Parku Narodowego.

## Bibliografia

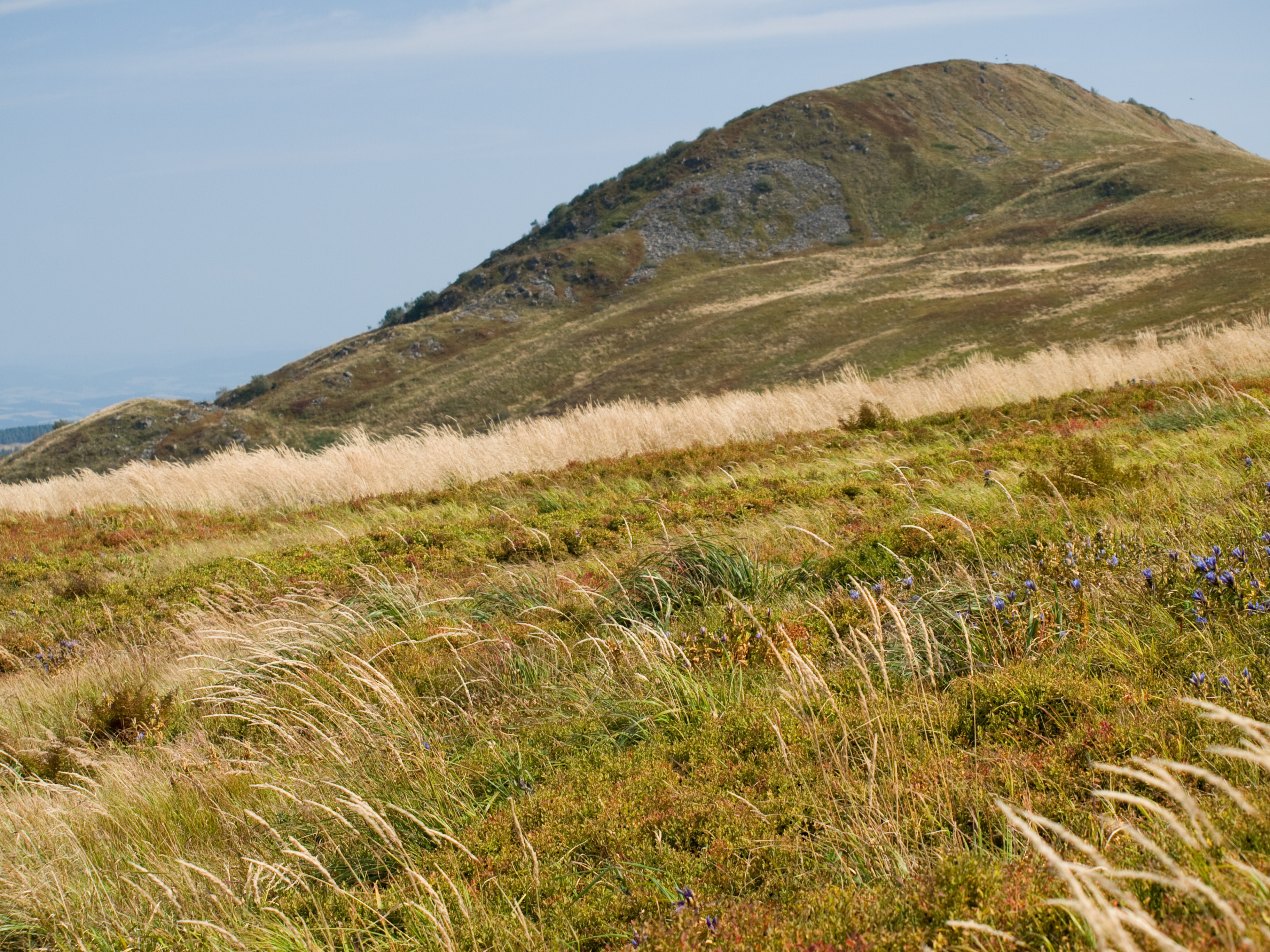
Roh od zachodu